# Corubal
Corubal – rzeka w Afryce Zachodniej, dopływ rzeki Gêba. Przepływa przez Gwineę, i Gwineeę Bissau. Liczy 560 km.
Wypływa niedaleko miasta Labe, w Gwinei, w wyżynie Futa Dżalon. Następnie na krótkim tworzy granicę między Gwineą a Gwineą Bissau. Płynie w kierunku południowo-zachodnim, zmienia kierunek na północny i uchodzi do rzeki Gêba w miejscowości Xime.